# Maurizio Miranda
Maurizio Miranda (Palermo, 1º giugno 1963) è un allenatore di calcio ed ex calciatore italiano, di ruolo difensore.

## Caratteristiche tecniche

### Giocatore
Stopper, al Francavilla l'allenatore Lamberto Leonardi lo schiera come attaccante data la sua stazza.

## Carriera

### Giocatore
Ha giocato in Serie B con le maglie di Palermo, Licata, Foggia e Messina, per un totale di 126 presenze e 2 reti.

### Allenatore
Dopo aver preso il patentino di allenatore di 2ª categoria, ha allenato Iglesias (in Eccellenza come allenatore-giocatore), Bagheria, Cephaledium, Sancataldese, Panormus e Gattopardo in Serie D, quindi vince una Coppa Italia con il Casteldaccia e prosegue la carriera con due stagioni nel Carini. Dal 2023 è guida della U19 dello Sport Palermo. Nella stagione 2024-25 è stato l’allenatore in seconda del Messina, fino alle dimissioni presentate il 20 gennaio 2025 a seguito della sconfitta casalinga del Messina contro il Crotone.

## Palmarès

### Giocatore

#### Competizioni nazionali
- Serie C1: 1

Licata: 1987-1988

#### Competizioni internazionali
- Coppa Anglo-Italiana: 1

Francavilla: 1984